# Política Nacional de Participação Social
A Política Nacional de Participação Social (PNPS) foi uma tentativa de instituição de política pública brasileira, juntamente com o Sistema Nacional de Participação Social (SNPS), pelo Decreto nº 8.243 de 23 de maio de 2014 da Presidência da República, com o objetivo declarado de "fortalecer e articular os mecanismos e as instâncias democráticas de diálogo e a atuação conjunta entre a administração pública federal e a sociedade civil".
Materialmente, não criava novas normas, mas consolidava a te rminologia e diretrizes para a governança dos conselhos administração com participação da sociedade civil. Atualmente, não há uniformidade os critérios de eleição, disciplina, competências de conselhos como Conselho Nacional de Educação em 1931 e o Conselho Nacional de Saúde. 
Apesar de ser politicamente não interefir na gestão desses conselhos, houve uma oposição por parte de parlamentes. Em 28 outubro de 2014, dois dias após o segundo turno da eleição presidencial, a Câmara dos Deputados reprovou o decreto, conforme redação do relator, deputado Eduardo Cunha (PMDB-RJ). Ao justificar a rejeição, deputados argumentaram que "[o] Decreto presidencial corrói as entranhas do regime representativo, um dos pilares do Estado democrático de direito, adotado legitimamente na Constituição Federal de 1988". Para efetivamente suspender o PNPS e o SNPS, o decreto legislativo precisou ainda ser aprovado pelo Senado. Tal postura foi vista mais como uma manobra para desgastar o governo Dilma.
Em 2019, foi proposto o Projeto de Lei 128/19 que instituiria a Política Nacional de Participação Social, com teor semelhante à proposta do executivo do Decreto nº 8.243/2014. 